# یاروس آکینو
یاروس آکینو (انگلیسی: Jairus Aquino؛ زادهٔ ۱ آوریل ۱۹۹۹) خواننده و بازیگر تلویزیون اهل فیلیپین است. از فیلم‌ها یا برنامه‌های تلویزیونی که وی در آن نقش داشته است می‌توان به کاخ سفید اشاره کرد.